# Dialetto provenzale
Il provenzale (nome nativo: [pʀuveⁿsˈaw], ortografato provençau nella grafia classica e prouvençau nella grafia mistraliana; in francese: provençal) è un dialetto dell'occitano o lingua d'oc parlato essenzialmente in Provenza e in una parte del Gard. Vi è anche un movimento regionale, per il quale il provenzale è "una lingua a pieno titolo, vicino ma distinto dall'occitano della Francia" sud-occidentale.
La parola provenzale serve anche a indicare la lingua d'oc nel suo insieme, in particolare nei dizionari di Honnorat e di Mistral o nelle opere di riferimento di Ronjat.

## Dove si parla provenzale
Secondo Ronjat (1930-1941) e Bec (1995), il provenzale è parlato:
- nel sud della regione Provenza-Alpi-Costa Azzurra (a sud di Digne),
- nella parte orientale del Dipartimento di Gard, nella regione Linguadoca-Rossiglione (e intorno a Nîmes, il limite coincidente con il fiume Vidourle e la pedemontana della catena delle Cévennes),
- nel Principato di Monaco, dove il provenzale (nizzardo) è stato parlato da immigrati, tra il 1860 e il 1940, col ligure monegasco.

Secondo certi autori, il provenzale si estende a tutte le parlate delle Alpi (dette alpine o gavots), nel nord della regione Provenza-Alpi-Costa Azzurra (a nord di Digne) e nelle vicine valli provenzali del Piemonte in Italia. L'inclusione di queste parlate alpine nel provenzale si spiega più in riferimento all'illustre storia della regione Provenza che a un'appropriata classificazione dialettologica. Esistono delle zone di transizione fra il provenzale ed il vivaro-alpino. I dialettologi le attribuiscono di preferenza a quest'ultimo: estremo sud del Dipartimento di Ardèche, sud del Dipartimento di Drôme, regione di Digne, alta Contea di Nizza.
Per ciò che riguarda il dialetto nizzardo, sebbene anticamente, era un sottogruppo del provenzale, oltre mezzo millennio, di storia della contea di Nizza, separata dalla Provenza, e a stretto contatto con l'Italia, hanno creato un dialetto a parte, secondo alcuni considerabile neppure più un dialetto della famiglia occitanica, ma una vera e propria lingua, con caratteri di transizione tra occitanico e italiano e suoi dialetti (forti sono le similitudini con il piemontese occidentale).

## Estensione e variazione interna

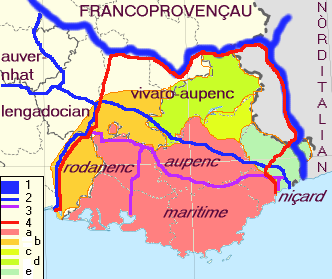
La Provenza storica e linguistica
1 Limite della lingua
2 Limite del dialetto
3 Limite del sottodialetto
Punti di vista di P. Blanchet
4 "Limite della lingua provenzale"
a "La Provenza storica e culturale"
b "Zone esterne della cultura provenzale"
c "Zona storica provenzale e soprattutto della cultura alpina appartenuta al Piemonte dal 1388 al 1713."
d "Area del delfinato appartenente oggigiorno alla regione della Provenza-Alpi-Costa Azzurra"
e "Regione nizzarda (provenzale fino al 1388, piemontese fino al 1860, attualmente parte della Provenza-Alpi-Costa Azzurra".

Se lasciamo da parte la definizione del provenzale come insieme d'oc, la questione della sua estensione resta aperta: 
1. L'uso da parte della maggioranza dei linguisti e dell'UNESCO è quello di ridurre la sua estensione al « dialetto provenzale » così come definito da Pierre Bec[12] (chiamato « sud-provenzale » da Jean-Claude Bouvier[13]).
2. La tradizione romanista da tempo ha incluso il vivaro-alpino nel provenzale. È il caso per esempio di Robert Lafont che include questo dialetto – sotto la definizione di provenzale alpino - all'interno del provenzale adattandolo alla grafia classica dell'occitano[14] o di Jean-Claude Bouvier che, nella sua descrizione del provenzale, lo chiama « nord-provenzale ».
3. La scuola che definisce il provenzale come una lingua indipendente dal resto del dominio d'oc comprende ugualmente (sotto la definizione di provenzale alpino) la maggior parte del dominio vivaro-alpino (salvo la riva destra del Rodano, chiamata vivaro) e il nizzardo. L'inclusione dei dialetti delle Alpi all'interno del provenzale si spiega più in riferimento alla grande Provenza storica e alla coscienza linguistica degli utenti che non alla tipologia linguistica. La variazione importante che comporta questo raggruppamento ha condotto alla riutilizzazione del concetto di lingua polinomica originariamente apparso per la lingua corsa[15].
4. La posizione del nizzardo all'interno del provenzale crea contrapposizioni. Il mondo accademico francese e l'educazione nazionale francese considera il nizzardo, in genere, separatamente dal provenzale[16]. Tanto era sentita l'estraneità dal mondo francese, che dopo l'unione alla Francia, per vari decenni, continuò a esistere un movimento irredentista pro Italia. Date le vicissitudini storiche, tanto particolari dell'area nizzarda, separata dalla Provenza prima, e mai unita alla Francia, il nizzardo, sin dall'epoca di Carlo V fu considerato un idioma a parte, non più provenzale, o occitanico. Così è stato fino all'annessione alla Francia, quando per la fretta di eliminare ogni ricordo del passato italiano, il nizzardo è stato d'ufficio, dagli accademici di Francia, ricondotto a semplice patois. Tesi tutt'oggi contestata dai movimenti autonomisti nizzardi, che rifiutano anche ogni legame con il mondo provenzale. Dice un detto nizzardo che loro e i provenzali sono come "lou gat e lou can". Alcuni studiosi francesi, per cercare un inesistente legame fra Nizzardo e Francese, addirittura si erano spinti a dichiarare che il nizzardo per i suoi caratteri arcaici sia quanto di più simile all'antico francese, lingua d'oïl. Tesi questa che comunque non merita nessun commento, dato l'inconsistenza scientifica.
5. I dialetti di transizione con la Liguria (mentonasco, roiasco-brigasco) sono anche oggetto di dibattiti (vedi brigasco, mentonasco, roiasco).

Eccetto il vivaro-alpino e il nizzardo, il dominio del provenzale è in generale suddiviso in due:
- provenzale rodaniano (sulle due rive del Rodano, reso celebre da Frédéric Mistral),
- provenzale marittimo (da Marsiglia a Grasse, la lingua di Victor Gélu).

### Il rodaniano
Il provenzale rodaniano (lo provençau rodanenc | lou prouvençau dòu Rose): a est del Gard (da Nîmes al Rodano), Vaucluse (verso Avignone, Orange) e a ovest delle Bocche del Rodano (Arles, la Camargue). Vi si possono distinguere dialetti locali (del Ventoux e del contado verso Carpentras; i dialetti della valle del Rodano verso Nîmes, Arles, Avignone, Orange, Bollène; ecc).

#### Lo shuadit o judeo-provenzale
I cosiddetti "ebrei del papa", comunità ebraiche di Avignone e del Contado Venassino hanno sviluppato un dialetto judeo-provenzale particolare, conosciuto sotto il nome di shuadit.
Il provenzale rodaniano ha dunque le sue particolarità: i plurali sono ridotti a -i; la tch e la dj si pronunciano rispettivamente ts e dz; le o toniche non dittongano e la coniugazione ha delle specificità.

### Il marittimo
Il provenzale marittimo e interno (lo provençau centrau | lou prouvençau de la mar e d'enfre-terro): ad est delle Bocche del Rodano (verso Salon, Aix e Marsiglia), il Var (Tolone...) e a ovest delle Alpi Marittime (verso Cannes, Antibes, Grasse e Cagnes-sur-Mer). Esistono differenze locali minime. Il sud delle Alpi dell'Alta Provenza conosce una transizione dolce tra il provenzale marittimo e il gavot che inizia a Sisteron e Castellane.
Il provenzale marittimo e interno (o "mediterraneo") ha delle regole linguistiche che gli sono proprie: i plurali si formano in -ei; viene prodotta una caduta molto marcata di numerose consonanti; le o sono spesso dittongate e la coniugazione possiede una sua propria specificità.
Per esempio, traduciamo le frasi "Le belle ragazze giocano tutti i giorni sulla collina":
- in provenzale rodaniano: "li bèli chatas jògan toti li jorns | Li bèlli chato jogon tóuti li jour dins la colo" (pronuncia: li bèli tsatò dzògou'n touti li dzouR di'ng la kòlò).
- in provenzale marittimo: "lei bèlei filhas jògan totei lei jorns dins la còla | Lei bèllei fiho juegon tòutei lei jou dins la couelo" (pronuncia: léy bèléy fiyò djüègou'n toutéy léy djou di'ng la kwèlò).

### Provenzale enizzardo
Il nizzardo - chiamato in francese niçois o talvolta nissart (niˈsaʀt) - si parla nella regione nizzarda (o Contea di Nizza) e a Monaco (accanto al monegasco ligure). 
L'appellativo nizzardo (nissart) copre in effetti due realtà:
- una realtà linguistica: il dialetto parlato a Nizza e in qualche comunità circostante, legato al provenzale, a cui un tempo era molto affine, ma oggi con tratti particolari ben identificati (es. arcaismi, nessuna influenza del francese, e per contro una notevole influenza del piemontese, del ligure e dell'italiano, soprattutto nel lessico, e un tempo anche nella grafia). L'uso del nizzardo, come del provenzale, è ormai relegato a eventi folclorici.
- una percezione geografica e sociolinguistica: le diverse varietà di provenzale e vivaro-alpino parlate all'interno dell'antica contea di Nizza.

### Gavot, provenzale alpino, vivaro-alpino...
Le popolazioni interessate ignorano il nome dotto "vivaro-alpino" e generalmente considerano i loro dialetti come provenzale alpino, altrimenti detto "gavot", un dialetto specifico del provenzale per i suoi tratti nord-occitanici (cha invece di ca, ja in luogo di ga...), legato al provenzale in modo più culturale che linguistico, anche se gli scambi intensi tra l'alta e bassa Provenza hanno prodotto numerose influenze reciproche che avvicinano ancor più queste due varietà.

## Natura e posizione del provenzale

### Il provenzale di fronte al francese
Che lo si definisca provenzale o lingua d'oc, non può dirsi una lingua morta, ma nemmeno una lingua viva, così come accade per il latino. In qualità di lingua, con diffusione sopraregionale e funzioni che distinguono una lingua da un dialetto, il provenzale vive nei secoli XI, XII e XIII, conoscendo una fioritura letteraria la cui influenza si estende ben oltre i confini della patria.
Con la crociata degli Albigesi, l'introduzione dell'inquisizione e della tortura, e la manomissione regia dei feudi meridionali, nel corso del Duecento, il francese soppianta al sud il provenzale, come lingua dell'alta società e della letteratura.
L'uso del francese come lingua esclusiva della magistratura viene sancito ufficialmente da Francesco I, con l'editto di Villers-Cotterêts, ma l'uso era già consolidato da tempo.
Nel corso dei secoli, i tentativi di ravvivare il provenzale sono stati numerosi. Cronologicamente, l'ultimo è quello di Frédéric Mistral (cfr. la norma mistraliana in incipit) e dei félibres, i nuovi poeti provenzali. La lingua dei félibres aveva le sue basi nel dialetto arlesiano-avignonese.
Il felibrismo sopravvive alla prima e alla seconda guerra mondiale. Nel 1951, con la legge Deixonne, il provenzale viene insegnato nelle scuole come materia facoltativa.
Attualmente, il provenzale non è una koinè sopradialettale, bensì un sistema di dialetti, che si estende nella Francia del sud-est, lungo una fascia di isoglosse che, in passato, dovevano correre molto più a nord, almeno fino alla linea della Loira e dei Vosgi meridionali.
Oggi, il confine tra provenzale e francese non coincide con nessun confine fisico o politico, mentre nel passato il confine linguistico coincideva di fatto con quello fisico (Loira e Vosgi), amministrativo (Province Aquitana e Lugdunensis), religioso (diverse diocesi cristiane) e politico (al tempo del regno visigoto) - i Franchi restano stanziati a nord di Loira e Vosgi.

#### Isoglosse provenzale vs francese
Le principali isoglosse che distinguono il francese dal provenzale sono:
- conservazione di "a tonica libera" in provenzale vs passaggio di "a tonica libera" ad "è grave/aperta" in francese
(lat. MARE = prov. mar = fr. mer [mèr])
- conservazione di "a finale atona" in provenzale e sua successiva velarizzazione in provenzale moderno vs passaggio di "a finale atona" ad "e evanescente" e poi ad "e muta" in francese
(lat. PORTA = prov. porta = prov. mod. porto = fr. porte [port])
- conservazione di "e breve" ed "o breve" in provenzale vs frattura (frangimento) di "e breve" in "ie" e di "o breve" in "uo", poi "ue", poi "oe" [ö] in francese
(lat. MĔL = prov. mel = fr. miel; lat. CŎR = prov. cor = fr. cuor > cuer > coeur [kör])
- latino "e lunga" ed "i breve" = latino volgare "é acuta/chiusa" = prov. "é acuta/chiusa" = fr. "ei", poi "oi" [wa]
(lat. TĒLA = lat. volg. TÉLA = prov. téla = fr. teile > toile /twal/; lat. PĬLUM = lat. volg. PÉLU(M) = prov. pél = fr. peil > poil [pwal])
- latino "o lunga" ed "u breve" = latino volgare "ó acuta/chiusa" = prov. "ó acuta/chiusa" = fr. "ou", poi "eu" [ö])
(lat. FLŌREM = lat. volg. FLÓRE(M) = prov. flór = fr. flour > fleur [flör]; lat. GŬLA = lat. volg. GÓLA = prov. gól = fr. goule > gueule [ɡöl])
- conservazione del dittongo "au" tonico e atono in provenzale vs monottongazione del dittongo "au" tonico e atono in francese
(lat. AURUM = prov. aur = fr. or)
- lenizione di primo grado (sonorizzazione) delle occlusive sorde intervocaliche in provenzale vs lenizione di secondo grado (spirantizzazione) delle occlusive sorde intervocaliche e loro eventuale successivo dileguo in francese
(lat. RIPA = prov. riba = fr. riba > rive; lat. VITA = prov. vida = fr. vida > vidha > vie; lat. AMICA = prov. amiga = fr. amiga > amija > amie)

## Codificazione, standardizzazione, grafie

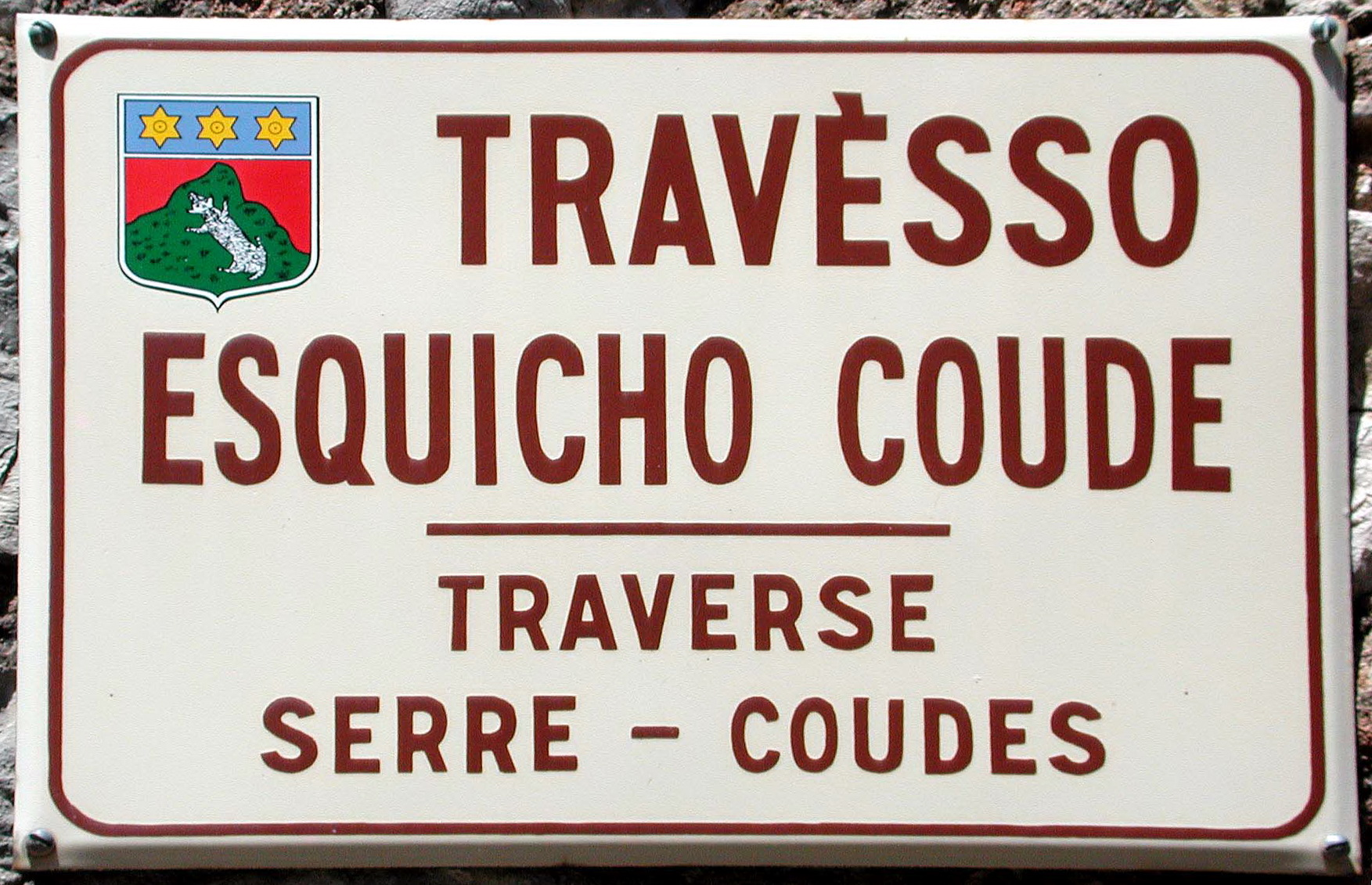
Nome di via in provenzale marittimo con grafia mistraliana

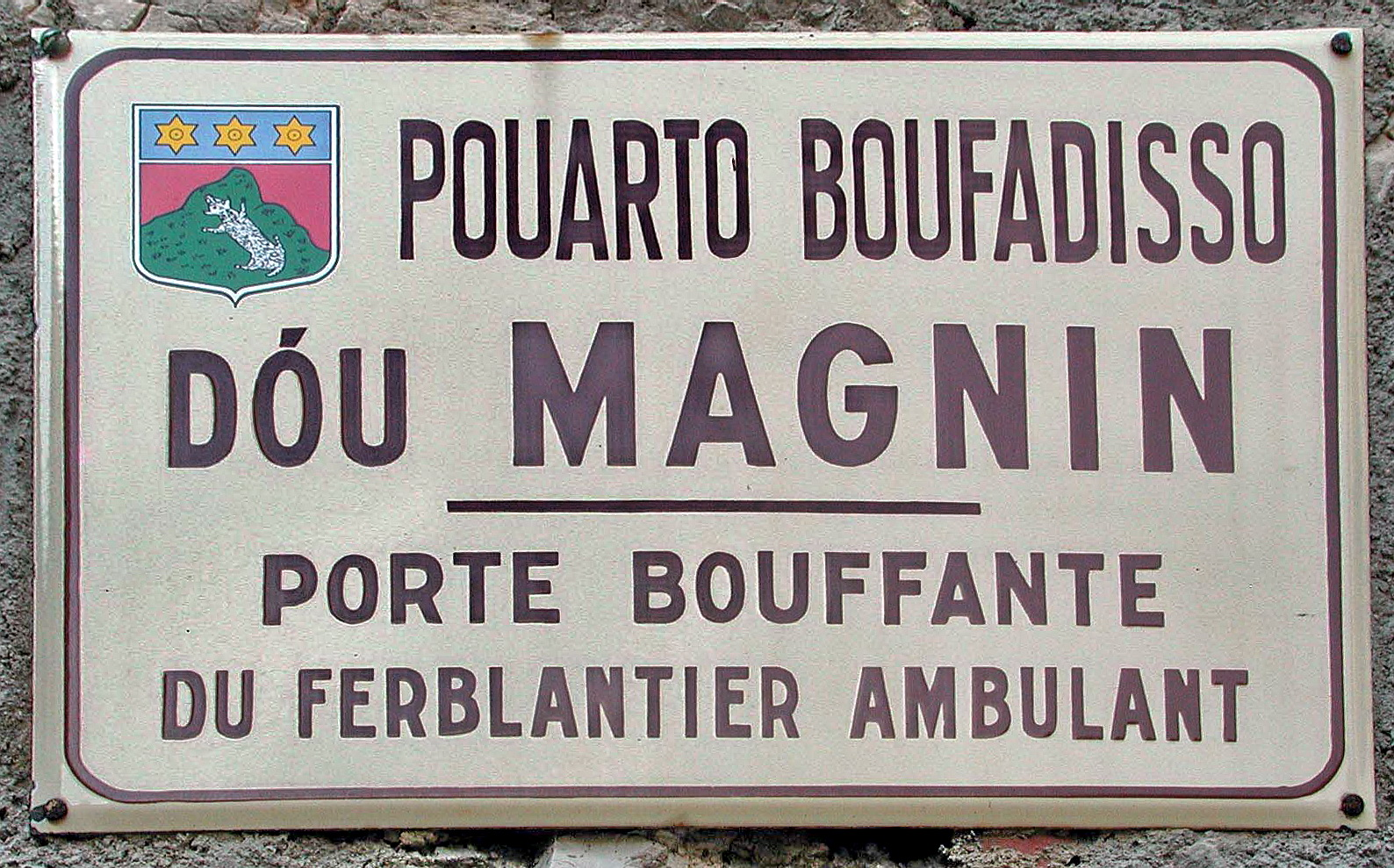
Idem con dittongo: dóu

Il provenzale conosce due sistemi di scrittura che si differenziano fra loro per l'ortografia e, talvolta, per le forme orali dedotte. Per questa ragione, si parla spesso di due diverse grafie anche se sarebbe più corretto parlare di norme (comprendenti ciascuna un'ortografia e alcune forme orali).
- La norma mistraliana si basa su un'ortografia con una tendenza fonetica che cerca di limitare le distorsioni tra scritto e orale, inizialmente messa a punto da Joseph Roumanille e promossa da Frédéric Mistral negli anni 1850-1860. Fu adottata dal Felibrismo (Félibrige) fin dalla sua fondazione nel 1854 (adottata ufficialmente nei suoi statuti del 1911), così come dai movimenti più recenti come Parlaren e l'Unioun Prouvençalo. Questa grafia, rappresenta il tentativo di creare una grafia francesizzante, per una lingua che nel suo primo sviluppo, medioevale, niente aveva a che compartire con la lingua francese (lingua d'Oil). Essendo i dialetti occitanici di oggi, fortemente influenzati dal francese (unica lingua ufficiale da oltre V secoli nelle terre occitaniche) e la quasi totalità degli scrittori in lingua occitanica, educati nelle scuole francesi, è ovvio che quando si è trattato di elaborare una scrittura unitaria moderna per le terre occitaniche, si sia fatto ricorso alla grafia francese, essendo l'antica grafia dell'epoca trobadorica, molto lontana dall'occitanico "bastardo"oggi parlato. Perciò questa grafia moderna, è quella usata da buona parte degli scrittori, cantanti, insegnanti, istituzioni locali (affissioni pubbliche, ecc.). Dopo il 2006, il Consèu de l'Escri Mistralen (Consiglio per la scrittura mistraliana), prodotto dal Félibrige ma indipendente da questi, ha il compito di completare il lavoro lessicografico di Mistral[17][18], portato avanti da Bernard Giély, direttore di Prouvènço aro. La norma mistraliana viene spesso assimilata a una trascrizione del rodaniano ma i lavori di Pierre Vouland[19] hanno mostrato numerose differenze morfo-fonologiche tra il rodaniano parlato e il provenzale scritto.
- La norma classica è stata codificata a partire dalla linguadociano nel 1935 da Louis Alibert (Gramatica Occitana segon los parlars lengadocians). L'uso della grafia classica per il provenzale necessita tuttora di correzioni per integrare il provenzale moderno nella prospettiva del gruppo occitanico. È stata fissata, nella sua varietà provenzale, da Robert Lafont (1951, 1972) dell'Institut d'Estudis Occitans (IEO), e completata, dal 1996, dal Conseu de la Lenga Occitana (CLO) dello IEO. La norma classica propone una scrittura convergente per tutti i dialetti occitani (guascone, limosino, provenzale, ecc). Essa si basa su certi usi medievali pur riconoscendo ad alcuni dialetti le loro specificità. L'Institut d'Estudis Occitans e la sua sezione provenzale (le C.R.E.O.-Provença) pubblica opere di divulgazione[20] in Provenza, utilizzate anche nelle scuole bilingue calandretas (Orange, Nîmes).

Vi sono controversie complesse tra i fautori delle due norme. L'utilizzo di una grafia particolare non è sempre l'indizio di una presa di posizione nel dibattito sulla riconoscimento della lingua provenzale o del provenzale come dialetto occitanico. Nonostante queste divergenze, ci sono anche posizioni condivise.
Per ognuna delle due norme, esistono, da un lato, atteggiamenti favorevoli alla stabilità della norma e, dall'altro, atteggiamenti che incoraggiano un uso incostante, locale e/o individuale (in disaccordo con la norma). Ci sono anche sostenitori della standardizzazione (standard regionali) e sostenitori d'una lingua polinomica di tipo corso.

### Confronti fra le diverse norme

#### Ortografia identica, forma orale identica
| Francese | Grafia mistraliana | Grafia classica | Pronuncia (IPA) |
| -------- | ------------------ | --------------- | --------------- |
| ciel     | cèu                | cèu             | [ˈsɛw]          |
| grand    | grand              | grand           | [ˈɡʀaⁿ]         |

#### Ortografia diversa, forma orale identica
| Francese     | Grafia mistraliana                 | Grafia classica                           | Pronuncia (IPA) |
| ------------ | ---------------------------------- | ----------------------------------------- | --------------- |
| avril        | abriéu [aˈbʀijew]                  | abriu [aˈbʀiw, aˈbʀjew]                   |                 |
| boire        | béure                              | beure                                     | [ˈbewɾe]        |
| eau          | aigo                               | aiga                                      | [ˈajɡɔ]         |
| femme        | femo [ˈfemɔ]                       | femna                                     | [ˈfeⁿnɔ, ˈfemɔ] |
| feu          | fiò / fue                          | fuòc / fuec                               | [ˈfjɔ] [ˈfɥe]   |
| honneur      | ounour                             | onor                                      | [uˈnuʀ]         |
| hommes (pl.) | ome                                | òmes                                      | [ɔme]           |
| jour         | jour                               | jorn                                      | [ˈdʒuʀ, ˈdzuʀ]  |
| ligne        | ligno                              | linha                                     | [ˈliɲɔ]         |
| manger       | manja                              | manjar                                    | [maⁿˈdʒa]       |
| Mireille     | Mirèio [miˈrɛjɔ]                   | Mirèlha [miˈrɛjɔ]                         |                 |
| Nice         | Niço (Niça, Nissa) [ˈnisɔ (ˈnisa)] | Niça [ˈnisɔ (ˈnisa)]                      |                 |
| occitan      | óucitan [u(w)siˈtaⁿ]               | occitan [uksiˈtaⁿ, u(w)siˈtaⁿ]            |                 |
| Occitanie    | Óucitanìo [u(w)sitaˈniɔ]           | Occitània [uksiˈtanjɔ, u(w)siˈtanjɔ, ‑ni] |                 |
| petit        | pichoun                            | pichon                                    | [piˈtʃuⁿ]       |
| Provence     | Prouvènço                          | Provença                                  | [pʀuˈvɛⁿsɔ]     |
| provençal    | prouvençau                         | provençau                                 | [pʀuveⁿsˈaw]    |
| terre        | terro                              | tèrra                                     | [ˈtɛʀɔ]         |
| taille       | taio                               | talha                                     | [ˈtajɔ]         |

#### Ortografia diversa, forma orale differente
| Francese    | Grafia mistraliana, pronuncia (IPA) | Grafia classica, pronuncia (IPA) |
| ----------- | ----------------------------------- | -------------------------------- |
| août        | avoust [avus]                       | agost [aɡust] ou aost [aust]     |
| janvier     | janvié [dʒaⁿˈvie]                   | genier [dʒeˈnje]                 |
| juillet     | juliet [dʒyˈlje]                    | julhet [dʒyˈje]                  |
| machine     | machino [maˈtʃinɔ]                  | maquina [maˈkinɔ]                |
| particulier | particulié [paʀtikyˈlje]            | particular [paʀtikyˈlaʀ]         |
| service     | service [seʀˈvise]                  | servici [seʀˈvisi]               |
| téléphone   | telefone [teleˈfɔne]                | telefòn [teleˈfɔⁿ]               |

## Toponimi
| Francese          | Provenzale (grafia mistraliana) | Provenzale (grafia classica) |
| ----------------- | ------------------------------- | ---------------------------- |
| Aigues-Mortes     | Aigo-Morto                      | Aigas Mòrtas                 |
| Aix               | (z-)Ais                         | (z-)Ais                      |
| Antibes           | Antibo                          | Antíbol                      |
| Arles             | Arle                            | Arle                         |
| Apt               | Ate                             | Ate                          |
| Aubagne           | Aubagno                         | Aubanha                      |
| Ollioules         | Ouliéulo                        | Oliulas                      |
| Orange            | Aurenjo                         | Aurenja                      |
| Avignon           | Avignoun                        | Avinhon                      |
| Barcelonnette     | Barcilouno, Barcilouneto        | Barcilona, Barciloneta       |
| Briançon          | Briançoun                       | Briançon                     |
| Brignoles         | Brignolo                        | Brinhòla                     |
| Cannes            | Cano                            | Canas                        |
| Cavaillon         | Cavaioun                        | Cavalhon                     |
| Digne             | Digno                           | Dinha                        |
| Draguignan        | Draguignan                      | Draguinhan                   |
| Forcalquier       | Fourcauquié                     | Forcauquier                  |
| Fréjus            | Frèju                           | Frejús                       |
| Grasse            | Grasso                          | Grassa                       |
| Hyères            | Iero                            | Ieras                        |
| La Ciotat         | La Ciéutat, La Cióutat          | La Ciutat                    |
| Manosque          | Manosco                         | Manòsca                      |
| Marseille         | Marsiho                         | Marselha                     |
| Martigues         | Lou Martegue                    | Lo Martegue                  |
| Menton            | Mentoun, Mentan                 | Menton                       |
| Montélimar        | Mounteleimar                    | Montelaimar                  |
| Mougins           | Mougin                          | Mogins                       |
| Nice              | Nissa                           | Niça                         |
| Nîmes             | Nime                            | Nimes                        |
| Saint-Rémy        | Sant-Roumié                     | Sant Romieg                  |
| Saint-Tropez      | Sant-Troupés                    | Sant Tropetz                 |
| Salon-de-Provence | Seloun                          | Selon                        |
| Sisteron          | Sisteroun                       | Sisteron                     |
| Toulon            | Touloun                         | Tolon                        |
| Valence           | Valènço                         | Valença                      |

## Espressioni
Ecco alcune espressioni usuali (grafia mistraliana/grafia classica):
- Bono annado, bèn granado e bèn acoumpagnado / Bòna annada, ben granada e ben acompanhada. In italiano letteralmente: buon anno, buona prosperità e ben accompagnata (dalla salute).
- Se fai pas lou civié avans d'avé la lèbre. / Se fai pas lo civier avans d'aver la lèbre. In italiano, letteralmente: Non si prepara lo stufato prima di avere la lepre. L'equivalente del proverbio francese: non si vende la pelle dell'orso se prima non lo si è ucciso (Jean de La Fontaine, libro 5, favola 20 L'orso e i 2 compagni).

## Parole francesi di origine provenzale
Molte parole di origine provenzale sono migrate nel francese.
È spesso difficile sapere con precisione quali sono i termini poiché i filologhi e i loro dizionari etimologici impiegano spesso il termine provenzale nel senso di lingua d'oc per qualificare l'origine di una parola. I contatti intensi tra il provenzale e il francese (diffuso in Provenza tra il 1880 e il 1950) ha prodotto un francese particolare nella Provenza, molto rinomato (film di Pagnol per esempio) e talvolta stereotipato, dalla sua pronuncia (l'accento provenzale e marsigliese) al suo vocabolario, con la sua grammatica e le sue modalità di interazione.
Qualche esempio:
- balade e ballade: balado/balada (danza)
- s'esclafer: esclafa/esclafar (esplodere)
- mascotte: mascoto/mascòta (sortilegio)

Nel dominio marittimo:
- cale: cala/calar (ammainare le vele)
- supion: supioun/sepion (piccola seppia)
- murène: mureno/morena (la murena è uno dei pesci utilizzati per la bouillabaisse)

Nelle parole relazionate al cibo:
- anchoiade: anchouiado/anchoiada
- bouillabaisse:bouiabaisso/bolhabaissa
- tian (terrina che ha dato il suo nome al piatto di legumi passati al forno): tian

Nel dominio della fauna e della flora mediterranea:
- garrigue: garrigo/garriga (vegetazione su suoli calcarei)
- dorade: daurado/daurada

In numerose espressioni:
- qu'es acò (ortografia fluttuante a causa dell'incomprensione della sua origine: kézaco): qu'es acò ?/qu'es aquò ? (qu'est-ce que c'est ?)

## Il significato diprovenzale,lingua d'oceoccitano

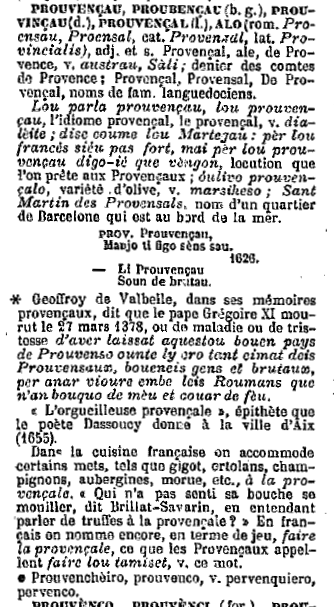
Definizione di prouvençau nel trésor du Félibrige

Il significato del termine provenzale è contingente al periodo storico nel quale viene impiegato. Secondo il contesto o l'epoca, significa lingua d'oc o idioma parlato in Provenza. Così, solo nel primo caso l'alvernese o il limosino sono provenzali, ma non nel secondo.
Il termine proensales (provenzali) viene utilizzato nel secolo XIII dagli scrittori italiani per indicare la lingua parlata nella parte meridionale della Francia, facendo riferimento alla provincia dell'impero romano della Gallia meridionale. Altre denominazioni vengono impiegate in seguito: limosino dai catalani, lingua d'oc da Dante, catalano dagli studiosi del secolo XVII, o mondin (termine utilizzato pochissimo) inventato a Tolosa.
Nel secolo XIX i romanisti sulle orme che vanno da Raynouard fino ad Anglade, riprendono il termine provenzale in senso generico, per definire sia l'occitano dei trovatori sia l'« antico provenzale » e l'occitano moderno nel suo insieme. Ma questo termine apporta una certa ambiguità nel dialetto della Provenza, essendo l'occitano trobadorico apparso nelle regioni occitaniche settentrionali e non nella Provenza, avendo analogie con il linguadociano o il limosino.

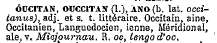
Definizione di oucitan nel trésor du Félibrige

Quando Frédéric Mistral pubblica Lou Tresor dóu Felibrige, dizionario della lingua d'oc moderna in due volumi, definisce il termine provenzale nell'accezione di lingua d'oc, precisando nel sottotitolo del dizionario: Dizionario provenzale-francese, che comprende i diversi dialetti della lingua d'oc moderna, vale a dire, come menzionato nella nota 1, tutte le parole comuni nel Sud della Francia. Egli scrive che 'óucitan (che traduce con occitano o occitanico) è sinonimo di «linguadociano» o di «meridionale» e rinvia alla «lingua d'oc».
I linguisti contemporanei utilizzano il termine provenzale specificamente per la variante parlata in Provenza e lingua d'oc o occitano per la lingua nel suo insieme.

## Corpus
- Il Trésor de la langue d'Oc, L'association Ciel d'Oc, con la collaborazione dell'Università della Provenza, ha digitalizzato e messo a disposizione numerose opere letterarie e riviste in lingua d'oc, soprattutto in provenzale.

### Opere generali sul provenzale
- Roncaglia Aurelio (1995), La lingua dei trovatori, Pisa-Roma, Istituti Editoriali e Poligrafici Internazionali
- Tagliavini Carlo (1982), Le origini delle lingue neolatine, Bologna, Pàtron Editore
- Bec Pierre (1963), La langue occitane, Parigi, Presses Universitaires de France (FR)
- Elcock W.D. (1960), The romance languages, Londra, Faber & Faber Limited (traduz. ital. 1975, Le lingue romanze, L'Aquila, L.U. Japadre Editore) (EN, IT)
- (FR)  BLANCHET Philippe, Le provençal, essai de description sociolinguistique et différentielle, Institut de Linguistique de Louvain, Lovanio, Peeters., 1992
- (FR)  BLANCHET Philippe, Langues, cultures et identités régionales en Provence. La Métaphore de l'aïoli, Paris, L'Harmattan, 2002.
- (FR)  DALBERA Jean-Philippe, Les parlers des Alpes Maritimes: étude comparative, essai de reconstruction [thèse], Toulouse: Université de Toulouse 2, 1984, pubblicato nel 1994, Londra, Association Internationale d'Études Occitanes.
- (FR)  LAFONT Robert, Phonétique et graphie du provençal: essai d'adaptation de la réforme linguistique occitane aux parlers de Provence, Toulouse: Institut d'Études Occitanes, 1951 [riedizione 1960]
- (FR)  LAFONT Robèrt, L'ortografia occitana, lo provençau, Montpellier: Universitat de Montpelhièr III-Centre d'Estudis Occitans, 1972.
- (FR)  RONJAT Jules (Jùli), L'ourtougràfi prouvençalo, Avignon: Vivo Prouvènço!, 1908.
- (FR)  VOULAND Pierre, Du provençal rhodanien parlé à l'écrit mistralien, précis d'analyse structurale et comparée, Aix-en-Provence, Edisud, 2005, 206 pagine.

### Opere lessicografiche sul provenzale
Generale
- (FR)  LÈBRE Élie, & MARTIN Guy, & MOULIN Bernard, Dictionnaire de base français-provençal / Diccionari de basa francés-provençau, Aix-en-Provence: CREO Provença / Edisud, 2004 (1ª ed. 1992)
- (FR)  FETTUCIARI Jòrgi, & MARTIN Guiu, & PIETRI Jaume, Dictionnaire provençal-français / Diccionari provençau-francés, Aix-en-Provence: Edisud / L'Escomessa / CREO Provença, 2003.
- (FR)  MISTRAL Frédéric (1879-1886) Lou Tresor dóu Felibrige: Dictionnaire provençal-français, Aix en Provence: Remondet-Aubin [rééd. 1932, Paris: Delagrave] [rééd. 1968, Aix en Provence: Edicioun Ramoun Berenguié] [riedizione 1979, Aix en Provence: Edisud, 2 vol.]

Marittimo
- (FR)  BLANCHET Philippe, Dictionnaire fondamental français-provençal. (Variété côtière et intérieure), Paris, éditions Gisserot-éducation, 2002. Présentation et aperça partiel

Nizzardo
- (FR)  CALVINO Jean-Baptiste, Nouveau dictionnaire niçois-français, Nice: Imprimerie des Alpes Maritimes, 1905 [riedizione 1993 con il titolo: Dictionnaire niçois-français, français-niçois, Nîmes: Lacour]
- (FR)  CASTELLANA Georges, Dictionnaire niçois-français, 1947 [riedizione 2001, Nice: Serre]
- (FR)  CASTELLANA Georges, Dictionnaire français-niçois, 1952 [riedizione 2001, Nice: Serre]

Rodaniano
- (FR)  COUPIER Jules, (collab. Philippe Blanchet) Dictionnaire français-provençal / Diciounàri francés-prouvençau, Aix en Provence: Association Dictionnaire Français-Provençal / Edisud, 1995.

### Grammatiche / manuali
- (FR)  BARTHÉLÉMY-VIGOUROUX Alain, & MARTIN Guy (2000), Manuel pratique de provençal contemporain, Aix-en-Provence, Édisud
- (FR)  BIGONNET Virgine, CALAMEL Simon et BLANCHET Philippe (2005),Le Provençal de poche, Chennevières/Marne, Assimil.
- (FR)  BLANCHET Philippe, (1999), Parlons provençal !, langue et culture, Paris, l'Harmattan, 1999.
- (FR)  BLANCHET Philippe & GASQUET-CYRUS Médéric, (2004) Le Marseillais de poche, Chennevières/Marne, Assimil.
- (FR)  COMPAN André (1965) Grammaire niçoise [riedizione 1981, Nice: Serre]
- (FR)  MARTIN Guy, & MOULIN Bernard (2007) Grammaire provençale et atlas linguistique, Aix-en-Provence: Comitat Sestian d'Estudis Occitans / Centre Regionau d'Estudis Occitans-Provença / Edisud [1ª ed. 1998]
- (FR)  RONJAT Jules (Jùli) (1930-1941), Grammaire istorique [sic] des parlers provençaux modernes, 4 vol. [rééd. 1980, Marseille: Laffitte Reprints, 2 vol.]
- (FR)  TOSCANO Reinat (1998) Gramàtica niçarda, sl.: Princi Néguer

#### Opere in provenzale e collocazione nelle lingue romanze
- (FR)  BEC Pierre, La langue occitane, coll. "Que sais-je ?", nº 1059, Paris, Presses Universitaires de France, 1995 (1ª edizione 1963)
- (FR)  CAMPROUX Charles, Les Langues romanes, Paris, Presses universitaires de France, 1974, 126 pagine.